# Brookfield (Wisconsin)

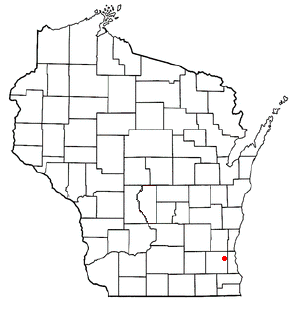

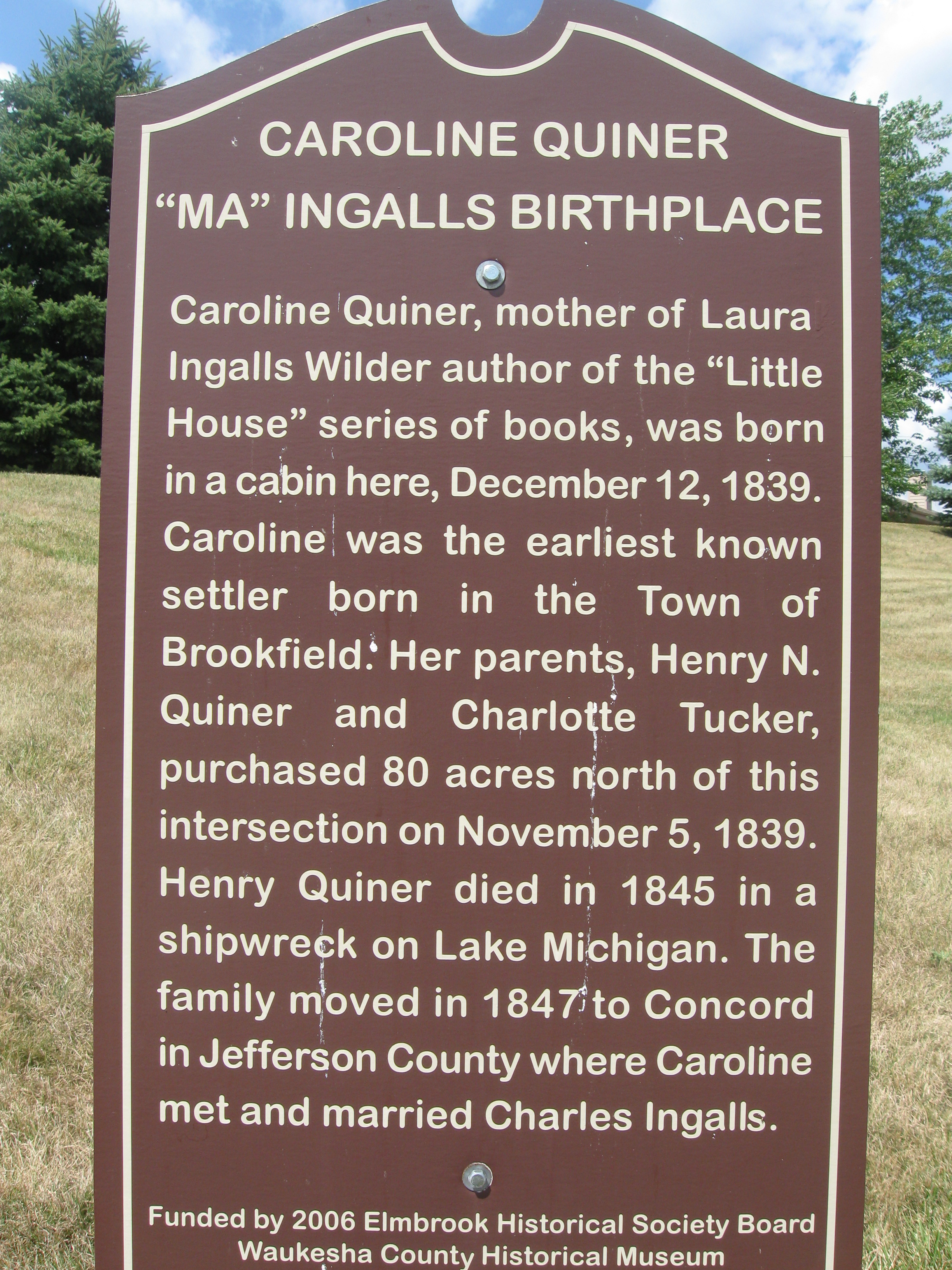
tablica pamiątkowa

Brookfield – miasto w hrabstwie Waukesha w stanie Wisconsin, liczące niespełna 40 tys. mieszkańców. Zajmuje powierzchnię ok. 70 km².

## Klimat
Miasto leży w strefie klimatu kontynentalnego, wilgotnego z łagodnym latem i opadami przez cały rok, należącego według klasyfikacji Köppena do strefy Dfb. Średnia temperatura roczna wynosi 12,1 °C, a opady 886,5 mm. Średnia temperatura najcieplejszego miesiąca – lipca wynosi 25,4 °C, natomiast najzimniejszego –6,8 °C. Miesiącem o najwyższych opadach jest maj o średnich opadach wynoszących 116,8 mm, natomiast najniższe opady są w styczniu i wynoszą średnio 35,6.

## Miasta partnerskie
- Seligenstadt, Niemcy